# Love’s Travel Stops & Country Stores

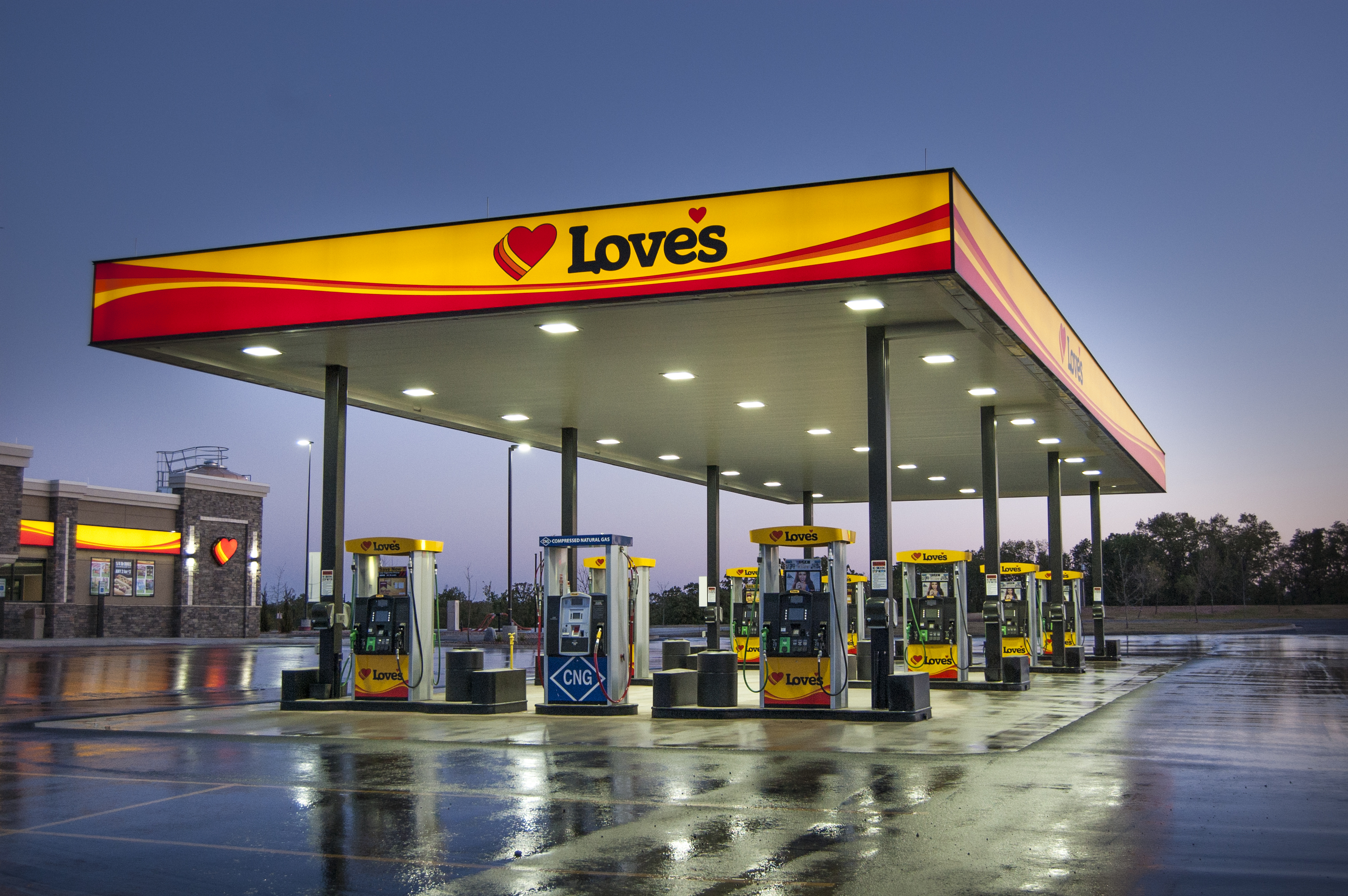
Tankstelle in Choctaw, Oklahoma

Love’s Travel Stops & Country Stores (kurz Love’s Travel) ist ein US-amerikanisches Unternehmen mit Firmensitz in Oklahoma City, Oklahoma. Love’s Travel betreibt Tankstellen in 42 US-amerikanischen Bundesstaaten mit angeschlossenen Verkaufsstellen. Im Unternehmen sind rund 40.000 Mitarbeiter beschäftigt.

## Geschichte
Das Unternehmen wurde 1964 in Watonga, Oklahoma, von Tom Love gegründet. Das Unternehmen trug nach der Gründung zunächst den Namen Musket Corporation. Bis 1972 eröffnete das Unternehmen über 40 weitere Tankstellen. Nach der Ölkrise in den frühen 1970er-Jahren formte Tom Love die Standorte zu Convenience Shops mit angeschlossenen Tankstellen um. Im gleichen Jahr erfolgte die Umbenennung in Love’s Country Stores. 1978 hatte das Unternehmen rund 60 Standorte in den Bundesstaaten Colorado, Kansas, New Mexico, Oklahoma und Texas. Ende 1981 wurde die hundertste Filiale der Kette eröffnet. Ebenfalls 1981 wurde in Amarillo (Texas) die erste Autobahnrastanlage am Interstate 40 eröffnet. Im Dezember 1986 wurde das Unternehmen in Love’s Travel Stops & Country Stores umbenannt.
Im Oktober 2023 verfügte Love’s Travel über rund 644 Standorte in 42 Bundesstaaten der USA und 430 LKW-Service-Center.